# Cannington Manor Provincial Park
Der Cannington Manor Provincial Historic Park (im Gesetz als Cannington Manor Provincial Park bezeichnet) ist ein 46 Hektar großer Provincial Park im Südwesten der kanadischen Provinz Saskatchewan. Der Park liegt im Gebiet der Rural Municipality of Moose Mountain No. 63.
Der Park ist einer der fünf Provincial Parks in Saskatchewan, die alle im Jahr 1986 geschaffen worden und zur Gruppe der Historical Parks gehören.

## Anlage
Der Park liegt 20 Kilometer Luftlinie nordwestlich der Kleinstadt Carlyle auf dem Gebiet der Landgemeinde Moose Mountain, in den nördlichen Ausläufern der Great Plains. Nordwestlich liegt in geringer Entfernung der Moose Mountain Provincial Park. Die nächstgelegene größere Stadt ist das etwa 50 Kilometer Luftlinie nordöstlich gelegene Moosomin oder das größere, 100 Kilometer Luftlinie südwestlich gelegene Estevan.
Der Park besteht aus zwei Teilen, einem etwa 15 Hektar großem Teil mit mehreren Häusern um das Besucherzentrum, welches sich im ehemaligen Schulhaus befindet sowie einem weiter westlich gelegenem, etwa 32 Hektar großem Teilabschnitt. Die unweit des Besucherzentrums gelegene Kirche mit dem Friedhof gehört nicht zum Park.
Ende des 19. Jahrhunderts entwickelte sich die Wirtschaft im Westen Kanadas weg vom Pelzhandel und hin zur Landwirtschaft. 1882 errichteten hier englische Siedler das Dorf Cannington Manor. Die Siedler versuchten hier den aristokratischen englischen Lebensstil wiederherzustellen; mit Fuchsjagden, Theatervereinen, Poesieclubs, Tennis, Cricket und Krocket. Jedoch bereits Anfang 1900 wurde das Dorf, das in Hochzeiten bis zu 200 Einwohner hatte, dann auf Grund der niedrigen Getreidepreise und der damit verbundenen wirtschaftlichen Schwierigkeiten sowie seiner abgelegenen Lage weitgehend aufgegeben.
Bei dem Park handelt es sich um ein Schutzgebiet der IUCN-Kategorie III.

## Tourismus
Die touristischen Einrichtungen des Parks (das Besucherzentrum sowie die renovierten/rekonstruierten Häuser) sind nicht ganzjährig geöffnet. In der Regel sind diese nur Frühjahr und Sommer geöffnet. Auch während der Öffnungszeit können die Einrichtungen nur an bestimmten Tagen genutzt werden.